# Râul Baratu
Râul Baratu este un râu afluent al râului Râușorul.